# Norbert Nigbur
Norbert Nigbur (Gelsenkirchen, Alemania ocupada, 8 de mayo de 1948) es un exfutbolista alemán que jugaba como guardameta.

## Selección nacional
Fue internacional con la selección de Alemania Federal en 6 ocasiones. Formó parte de la selección campeona del mundo en 1974, pese a no haber jugado ningún partido durante el torneo.

### Participaciones en la Copa del Mundo
| Mundial                        | Sede             | Resultado | Partidos | Goles |
| ------------------------------ | ---------------- | --------- | -------- | ----- |
| Copa Mundial de Fútbol de 1974 | Alemania Federal | Campeón   | 0        | 0     |

## Clubes
| Club            | País             | Año       |
| --------------- | ---------------- | --------- |
| FC Schalke 04   | Alemania Federal | 1966-1976 |
| Hertha BSC      | Alemania Federal | 1976-1979 |
| FC Schalke 04   | Alemania Federal | 1979-1983 |
| VfB Hüls        | Alemania Federal | 1983-1984 |
| Rot-Weiss Essen | Alemania Federal | 1984-1985 |

## Palmarés

### Campeonatos nacionales
| Título           | Club          | País             | Año  |
| ---------------- | ------------- | ---------------- | ---- |
| Copa de Alemania | FC Schalke 04 | Alemania Federal | 1972 |
| 2. Bundesliga    | FC Schalke 04 | Alemania Federal | 1982 |

### Copas internacionales
| Título                 | Selección        | Sede             | Año  |
| ---------------------- | ---------------- | ---------------- | ---- |
| Copa Mundial de Fútbol | Alemania Federal | Alemania Federal | 1974 |

### Distinciones individuales
| Distinción                   | Año  |
| ---------------------------- | ---- |
| Portero del año según Kicker | 1979 |